# Trinity (jeu vidéo)
Pour les articles homonymes, voir Trinity.
Trinity est un jeu vidéo de type fiction interactive développé et édité par Infocom, sorti en 1986 sur Amiga, Apple II, Atari ST, Commodore 128, DOS et Mac OS.
Le jeu mélange des éléments historiques avec des éléments de fantasy et de science-fiction dont les voyages dans le temps.
Le concept du jeu est imaginé par Brian Moriarty alors qu’il débute en tant que concepteur mais il doit dans un premier temps le mettre de côté pour se consacrer à des jeux, jugés plus profitables, destinés à des débutants comme Wishbringer.
Le jeu s'est vendu à plus de 35 000 exemplaires entre 1986 et 1988.

## Système de jeu
Le jeu est divisé en plusieurs parties. La première se déroule à la fin de la guerre froide et débute dans les Kensington Gardens à Londres qui est menacé par un missile nucléaire. Dans les autres parties, le joueur tente de faire rater différents essais nucléaires afin de changer le cours de l’histoire. Si le début et la fin du jeu suivent un scénario linéaire, le reste bénéficie d’une structure modulaire.